# Frat House
Frat House ist ein US-amerikanischer Dokumentarfilm aus dem Jahr 1998, der von Todd Phillips und Andrew Gurland inszeniert wurde. Der Film untersucht das Leben und die Rituale in einer Fraternity (Studentenverbindung) an einer amerikanischen Universität und gibt einen ungeschönten Einblick in die Welt des männlichen Zusammenhalts, der Initiationsriten und der sozialen Dynamiken, die mit der Mitgliedschaft in einer solchen Verbindung verbunden sind. Der Film wurde sowohl für seine provokativen Inhalte als auch für seine kritische Auseinandersetzung mit dem Thema universitärer Männerbünde bekannt.
Der Film wurde hauptsächlich im Haus der Fraternity Alpha Tau Omega am Muhlenberg College in Allentown, Pennsylvania, gedreht. Das Chapter (Ortsgruppe) von Alpha Tau Omega wurde zwei Jahre später, im Jahr 2000, widerrufen, ist aber inzwischen wieder in Kraft gesetzt worden. Der Dokumentarfilm zeigt auch Szenen aus den Fraternities Beta Chi und Tau Kappa Epsilon auf dem Campus der State University of New York in Oneonta, New York.

## Handlung
Der Film folgt den Dreharbeiten zu den Initiationsriten und dem Leben von Studenten, die Mitglieder einer Fraternity (Studentenverbindung) an einer US-amerikanischen Universität werden wollen („Pledge“). Frat House dokumentiert, wie die Aufnahme in die Bruderschaft oft mit erniedrigenden und gewalttätigen Ritualen verbunden ist, bei denen die Neulinge („Freshmen“) einer Reihe von physischen und psychischen Prüfungen unterzogen werden. Die Kamera fängt dabei sowohl die oft brutalen Initiationsriten als auch die zwischenmenschlichen Beziehungen zwischen den Mitgliedern der Fraternity ein.
Der Film beleuchtet die Machtverhältnisse innerhalb der Fraternity, die rituellen Hierarchien und die sozialen Dynamiken, die durch die Zugehörigkeit zu einer Fraternity entstehen. Dabei werden Themen wie Männlichkeit, Gruppenzwang, Gewalt und das Bedürfnis nach Zugehörigkeit angesprochen. Besonders die Rolle des „Brüderlichen“ und der damit verbundene psychische Druck stehen im Mittelpunkt der Erzählung.

## Produktion
Frat House wurde von Todd Phillips, der später auch für Filme wie Hangover bekannt wurde, und Andrew Gurland produziert und inszeniert. Der Film ist das Resultat von zwei Jahren Dreharbeiten an einer US-amerikanischen Universität, an der Phillips und Gurland mit verschiedenen Fraternities zusammenarbeiteten. Ursprünglich sollte der Film als eine eher humorvolle und kritische Auseinandersetzung mit der Fraternity-Kultur entstehen. Doch im Laufe der Produktion nahmen die Dreharbeiten einen weitaus ernsteren und kontroverseren Verlauf.
Im Laufe der Dreharbeiten nahmen die Filmemacher die Rolle der Beobachter ein, gerieten jedoch immer wieder in Konflikt mit den Fraternity-Mitgliedern, die sich durch die Dokumentation ihrer Rituale bedroht fühlten. Die Dreharbeiten führten schließlich zu einer Reihe von Auseinandersetzungen und gewaltsamen Szenen, die das Bild der Fraternity-Kultur im Film weiter radikalisierten.

## Auszeichnungen
Trotz der Kritik erhielt Frat House Anerkennung auf verschiedenen Filmfestivals. Der Film gewann den großen Preis der Jury für den besten Dokumentarfilm beim Sundance Film Festival, was ihm internationale Aufmerksamkeit verschaffte.